# Louis Imbert
Louis Jacques Charles Imbert (* 5. Mai 1879 in Saint-Pierre-lès-Calais; † 3. Januar 1945 in Harnes) war ein französischer Turner.

## Leben
Louis Imbert turnte für den Verein Société de Gymnastique En Avant aus Calais. Bei den Olympischen Sommerspielen 1900 in Paris belegte er in dem als „Championnat International de Gymnastique“ bezeichneten Einzelmehrkampf den 40. Platz.